# Малевичи (платформа)
Мале́вичи (бел. Мале́вічы) — остановочный пункт пассажирских поездов пригородного сообщения вблизи одноимённого агрогородка в Жлобинском районе (Гомельская область, Белоруссия).
Расположен между остановочным пунктом Казимирово и обгонным пунктом Жлобин-Западный (отрезок Осиповичи — Жлобин железнодорожной линии Минск — Гомель). Действует пригородное пассажирское сообщение электропоездами по маршруту Осиповичи — Жлобин, а также дизель-поездом по маршруту Рабкор — Жлобин.
Примерное время в пути со всеми остановками от ст. Осиповичи I — 1 ч. 58 мин., от ст. Жлобин — 17 мин.
Билетная касса в здании платформы отсутствует; билет на проезд можно оплатить у кассиров (поезда на данном участке сопровождаются кассирами) или приобрести онлайн.